# Людина, яка втручається в чужі справи
Людина, яка втручається в чужі справи (англ. The Interloper) — американська драма режисера Оскара Апфеля 1918 року.

## У ролях
- Кітті Гордон — Джейн Камерон
- Ірвінг Каммінгс — Пол Вітні
- Воррен Кук — Вітні Пере
- Ізабель Бервін — місіс Вітні
- Джун Блекман — тітка Патрісія
- Френк Майо — Едмонд Кнапп
- Джордж МакКуоррі — Кортні Карвел
- Ентоні Берд — Еф
- Том Камерон — дворецький Вітні